# Tarzan the Ape Man (pel·lícula de 1932)

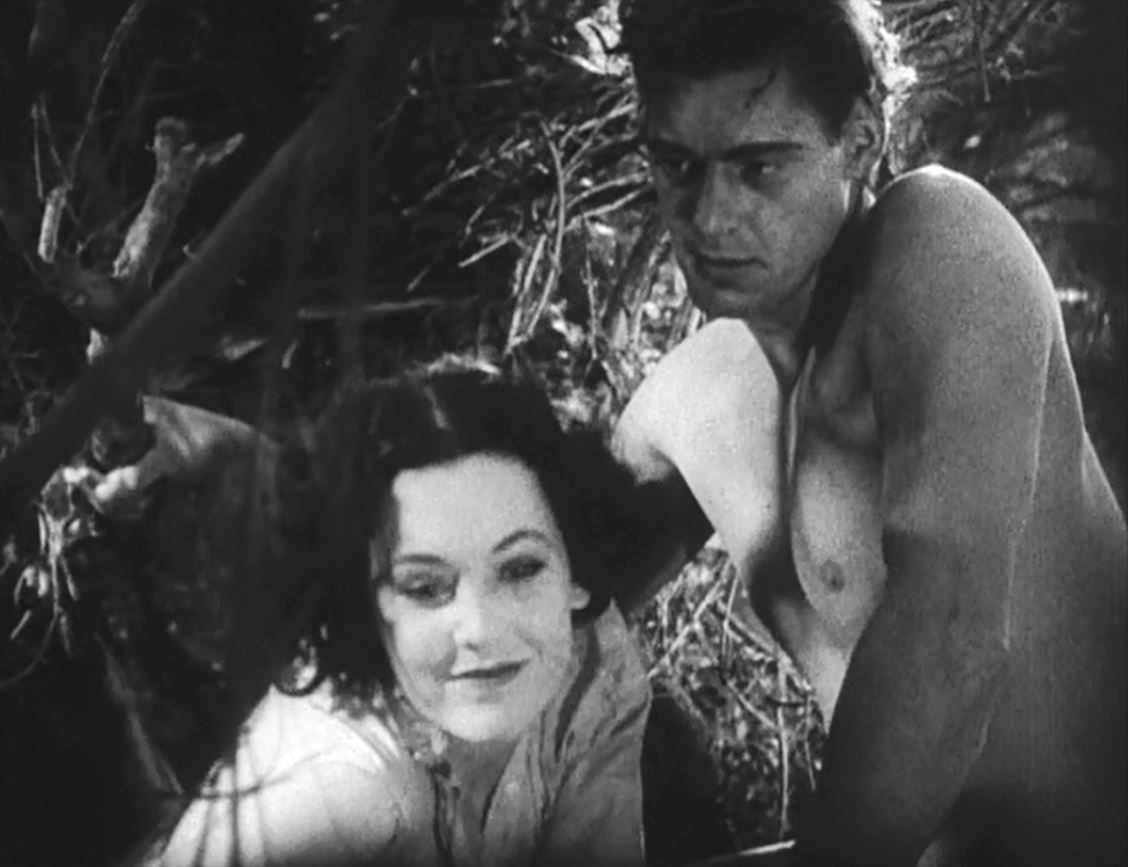
Maureen O'Sullivan i Johnny Weissmuller al film

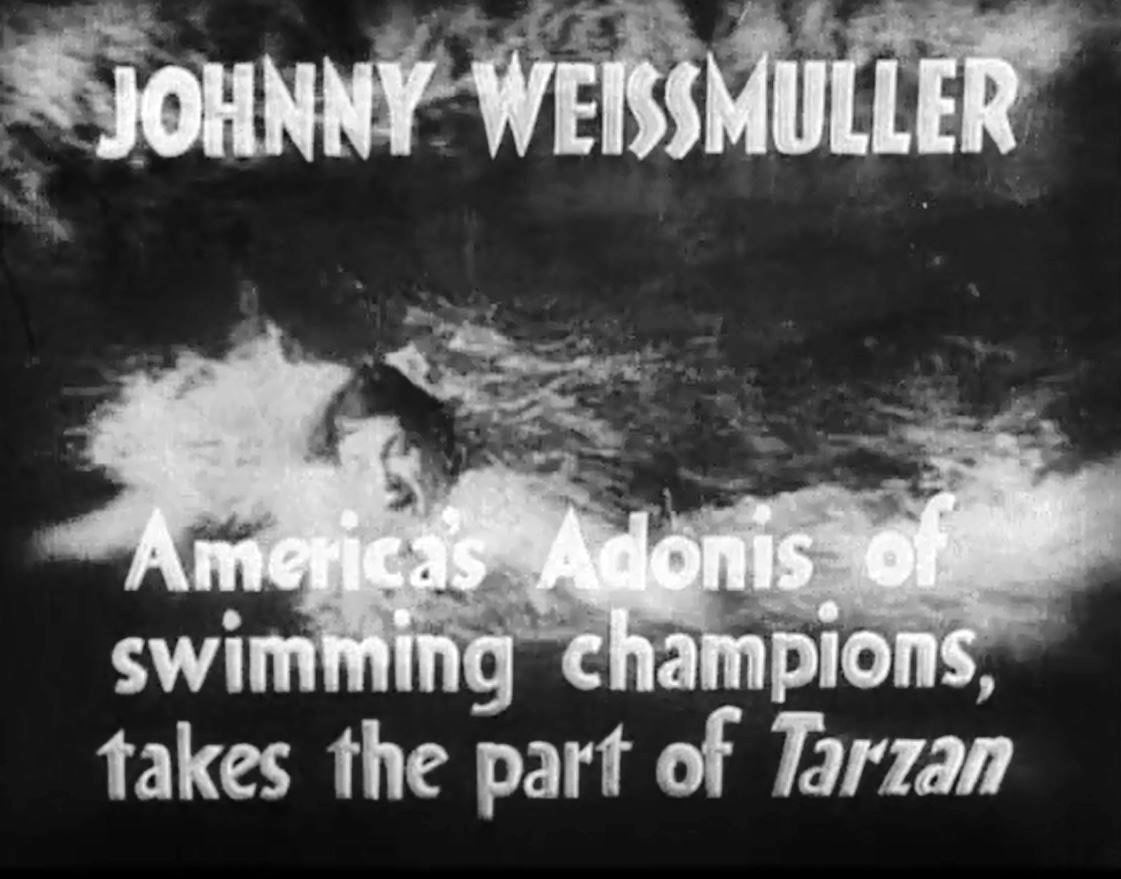
Cartell promocional de la pel·lícula

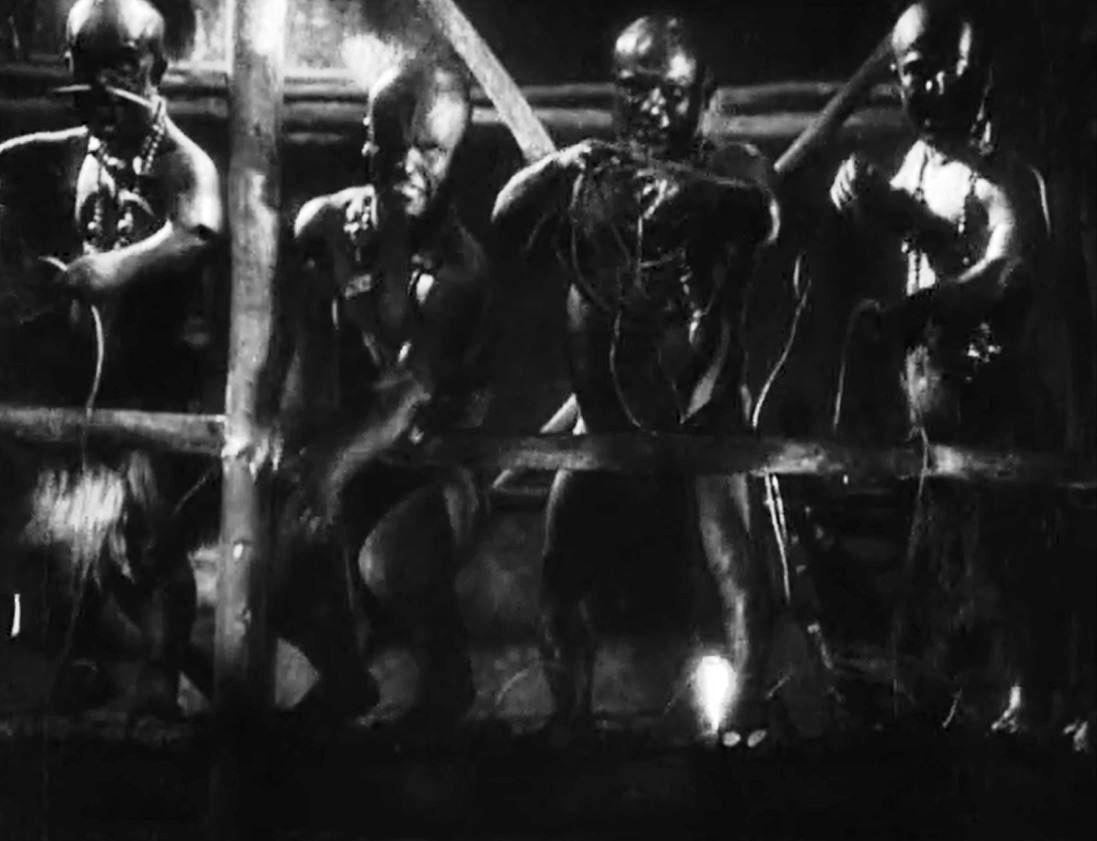
Escena del film on apareix la tribu de pigmeus, els quals eran, de fet, nans blancs amb la cares pintades de negre

Tarzan the Ape Man és una pel·lícula de l'any 1932 dirigida per W.S. Van Dyke i protagonitzada per Johnny Weissmuller, Maureen O'Sullivan i Neil Hamilton.

## Argument
El professor James Parker (C. Aubrey Smith) retorna a Àfrica amb la intenció de trobar un enorme cementiri d'elefants. L'acompanyen la seua filla Jane (Maureen O'Sullivan) i l'ambiciós caçador Harry Holt (Neil Hamilton). De nit s'escolta un misteriós udol de la selva, un crit en aparença animal. L'endemà, els expedicionaris podran veure un home mig salvatge, intrèpid i veloç que, emprant lianes, salta d'arbre en arbre. És Tarzan (Johnny Weissmuller), l'home simi, criat a la jungla i capaç de lluitar amb les mans contra lleons i cocodrils. De sobte, apareix una tribu de guerrers ferotges.

## Context històric i artístic
Ideat per l'escriptor Edgar Rice Burroughs el 1914 i traslladat a les pàgines del còmic per Harold Rudolf Foster el 1929, Tarzan va debutar en el cinema sonor en aquest clàssic del 1932. Aclamat per una audiència estatunidenca encara colpida pel Crac del 29, suposaria la presentació en pantalla del pletòric campió olímpic Johnny Weissmuller, convertit a l'instant en el Tarzan per excel·lència. Si bé en els trajectes aeris amb lianes fou suplantat per una trapezista professional, aquell veloç nedador caracteritzaria idòniament el simiesc rei de la selva en un cicle de dotze pel·lícules: a totes elles es repeteix la idea d'oposar la civilització (cobdícia i problemes vinguts de l'exterior selvàtic) amb la natura verge, l'ordre natural i salvatge. Produïdes per la Metro-Goldwyn-Mayer, les sis primeres pel·lícules de Weissmuller foren les millors, destacant aquesta i Tarzan i la seva companya, de 1934, en què la censura va tallar la bella seqüència de Jane banyant-se nua al riu. W.S. Van Dyke rodaria el títol inicial sense sortir dels estudis, però la veritat és que Rice Borroughs tampoc no havia trepitjat mai Àfrica. Nodrint la imaginació del públic, en tan exòtica i artificiosa pel·lícula d'aventures hi ha selves perilloses i feres molt ferotges. El director va usar transparències, imatges documentals d'arxiu i escenes africanes d'una anterior realització pròpia: Trader Horn (1931).
El relat alterna excitants passatges d'aventures, intermedis còmics (les monades de la cèlebre mona Cheeta), episodis amb animals diversos i seqüències d'intimitat entre la capriciosa i civilitzada Jane (Maureen O'Sullivan) i el bell salvatge. Les carns vistes de la parella i algunes audàcies eròtiques suscitaren queixes de distintes lligues de moralitat i decència. Cal també dir que les seqüències més terribles les paguen amb la seua pròpia vida els pobres negres (nadius portadors, la majoria), ja que aquests, a més de caure des de dalt dels escarpaments, són cruelment rebregats per goril·les, esclafats per elefants i devorats per lleons i cocodrils.

## Frases cèlebres
| « | "Jo, Tarzan. Tu, Jane." (Tarzan / Johnny Weissmuller). | » |

| « | Jane Parker: "M'agradaria que no fossis tan juganer!" | » |

| « | Jane Parker: "Aquests..., són pigmeus?" Harry Holt: "No, són nans." | » |

| « | Jane Parker: "Sí, hi ha una gran diferència, oi? T'agrada aquesta diferència? Tu mai has vist ningú com jo abans, veritat?" | » |

## Curiositats
- Maureen O'Sullivan va insistir durant tota la seua vida que el famós crit selvàtic de Johnny Weissmuller a tots els films de Tarzan era produït pel mateix nedador i sense cap tipus d'assistència tècnica.[4]
- Clark Gable fou considerat en un principi per a interpretar-hi el paper de Tarzan però, finalment, fou adjudicat a Weissmuller.[4]
- Els elefants emprats en les primeres pel·lícules de Weissmuller no eren elefants africans, sinó asiàtics i amb llurs orelles modificades, ja que aquests darrers són més dòcils que aquells (a les pel·lícules posteriors, les orelles falses foren abandonades per complet creient que ningú no hi notaria la diferència).[4]
- El suposat lleopard que Tarzan mata quan contacta per primera vegada amb Jane era, de fet, un jaguar (era molt més barat importar jaguars des de Mèxic que lleopards des d'Àfrica).[4]
- A la novel·la original de Burroughs, Jane era dels Estats Units.[4]
- Alguns dels primats utilitzats en aquesta pel·lícula es van escapar i encara es continuen reproduint en estat salvatge a la badia de Tampa (Florida).[4]
- Malgrat els orígens germànics de Weissmuller, hom sap que Adolf Hitler (que gaudia de les pel·lícules de Laurel i Hardy) no era un afeccionat a les pel·lícules de Tarzan.[4]

## Errades del film
- Mentre està nedant intentant travessar un riu, Tarzan emet el seu crit característic encara que el seu cap està completament submergit dins l'aigua.[5]
- Quan Harry s'asseu a terra davant de Jane, hom pot veure una foguera al seu costat esquerre. No obstant això, i en les següents preses en què se'l veu frontalment, la foguera desapareix.[5]
- A diferència del que es veu a la pel·lícula, nyus, zebres i antílops són animals de les grans planúries africanes i no pas de les àrees boscoses.[5]
- Tarzan és encalçat per una lleona dalt dels arbres quan, de fet, els lleons molt rarament hi pugen (només ho fan per escapar de la calor i dels insectes o per robar la presa d'un altre depredador).[5]
- A moltes escenes, hom pot veure la barra del trapezi que fa servir Tarzan per a desplaçar-se per la jungla.[5]

## Premis
- 1932: National Board of Review (10 pel·lícules destacades de l'any)[6]